# Parafia Błogosławionych Męczenników Podlaskich w Tłuszczu
Parafia Błogosławionych Męczenników Podlaskich w Tłuszczu – parafia rzymskokatolicka należąca do dekanatu tłuszczańskiego, diecezji warszawsko-praskiej, metropolii warszawskiej.
Parafia została erygowana w 1997. Kościół parafialny w budowie. Mieści się przy ulicy Klonowej.

## Zasięg parafii
Do parafii należą wierni z części Tłuszcza oraz z następujących miejscowości: Konary, Kozły, Moczydło i Wólka Kozłowska.